# David Ellefson
David Warren Ellefson (Jackson, 12 novembre 1964) è un bassista statunitense, noto principalmente per la sua militanza nei Megadeth.

## Biografia

### Primi anni
Ellefson ha iniziato la sua carriera come musicista hard rock all'età di 11 anni. Dopo una prima formazione che comprendeva (oltre a lui) solo tastiera e sassofono, iniziò a suonare il basso per via dell'esplosione dell'"heavy rock". In seguito riprese in mano la chitarra che lo portò ad incrementare le sue capacità compositive; nello stesso periodo fu frontman di diversi gruppi della scena musicale del midwest nordamericano.

### L'incontro con Dave Mustaine
Ellefson incontrò Dave Mustaine una mattina di un giorno come tanti; Mustaine, ritornato a Los Angeles dopo esser stato mandato via dai Metallica, era in preda ai postumi di una solenne sbornia mentre Ellefson stava suonando la linea di basso di Runnin' with the Devil dei Van Halen. Preso dal nervosismo, Mustaine prese un vaso di fiori e lo buttò sul condizionatore di Ellefson (Mustaine viveva nell'appartamento soprastante quello di Ellefson), infine gridò con quanto fiato aveva in gola di smetterla; pochi minuti dopo Ellefson bussò alla sua porta e chiese a Mustaine se sapeva dove poter acquistare delle sigarette e Mustaine rispose "Si, giù nella strada al negozio di liquori" e sbatté la porta in faccia ad Ellefson. Ellefson bussò nuovamente e chiese a Mustaine se avesse l'età sufficiente per poter comprare la birra e Mustaine rispose "L'hai detto". Così scesero e comprarono una cassetta di Heineken. Dopo aver dialogato un po', Ellefson sarebbe entrato poi a far parte del gruppo fondato da Mustaine, i Megadeth. In seguito a questo episodio, Mustaine fece ascoltare ad Ellefson No Life 'Til Leather, il demo che Mustaine incise con i Metallica. Ellefson rimase affascinato dalla musica del disco ed abbandonò l'idea di entrare a far parte di un gruppo hair metal.

### Megadeth
A parte il leader Mustaine, Ellefson è stato il membro più permanente nei Megadeth, da Killing Is My Business... And Business Is Good! (1985) fino a Rude Awakening (2002). Ha sempre mostrato una buona tecnica con il suo strumento, dando un ottimo contributo alla stesura dei brani. Musicalmente, Ellefson imparò molto da Mustaine, prendendo molti spunti dai suoi riff di chitarra, adattandoli al suo strumento, creando dei fraseggi molto interessanti (l'intro di basso di Peace Sells è entrato nella storia dell'heavy metal). In Rust in Peace raggiunge un'eccellente maturazione tecnica, creando giri di basso che ben si amalgamano con le ritmiche batteristiche di Nick Menza, definito dallo stesso Ellefson, il miglior partner musicale con cui abbia suonato. Inizialmente, Ellefson suonava il basso con le dita ma con il passare degli anni la musica dei Megadeth divenne più complessa e iniziò ad usare il plettro.

### Separazione dai Megadeth
Dopo alcune diatribe con Mustaine, Ellefson intentò una causa ma senza successo. Quando i Megadeth si riunirono nel 2004, Ellefson rifiutò un'offerta di Mustaine per unirsi nuovamente al gruppo. Durante quel periodo è apparso in cinque tracce dell'album dei Soulfly Prophecy, ha suonato in un gruppo hard rock chiamato F5 e ha collaborato con la Peavey Amplifiers. Nel periodo del distacco dai Megadeth ha anche pubblicato un metodo di basso heavy metal chiamato Metal Bass. Dal 2006 entra a far parte dei Montrose assieme al suo collega nei Megadeth Jimmy DeGrasso.

### Il ritorno nei Megadeth
Il 9 febbraio 2010 è stato annunciato sul Myspace ufficiale dei Megadeth il ritorno di Ellefson, che ha preso il posto di James LoMenzo. Il suo ritorno ha coinciso con il ventennale di Rust in Peace, riproposto nella sua interezza durante il tour svoltosi in quell'anno. Nel 2014 ha formato assieme a Frank Bello gli Attitudes & Attitude, pubblicando l'omonimo album di esordio; nel 2019 tale gruppo ha fatto un tour in Europa settentrionale assieme al batterista Joe Babiak e il chitarrista Andrea Martongelli in apertura a Slash.
Al termine del 2019 Ellefson ha pubblicato il suo album da solista Sleeping Giants, seguito da un tour assieme al musicista Thom Hazaerth alla voce e Andrea Martongelli alla chitarra.

### Espulsione dai Megadeth e attività recenti
Il 24 maggio 2021 i Megadeth hanno annunciato il licenziamento di Ellefson dalla formazione a causa di filmati osceni apparsi sulla rete. Nel rapporto della polizia che Ellefson ha presentato ha ammesso di aver scambiato messaggi a sfondo sessuale con un'adolescente olandese, che ha creato un video con molti dei loro incontri virtuali senza il suo consenso e li ha condivisi con gli amici. Nel 2022, sempre con Martongelli e Caridi ha pubblicato Vacation in the Underworld con Jeff Scott Soto alla voce.

## Altre attività
Nel novembre 2015 lancia la sua casa discografica, la EMP Label Group, e pubblica l'LP di debutto delle Doll Skin, distribuito da Megaforce Records in Nord America e Cargo Records in Europa.
Dal 2017 produce alcune tra le più note band death metal del periodo, tra cui Ancient, Cage9 e Dead by Wednesday; i produttori dei dischi pubblicati sono i musicisti e amici Thom Hazaeart e Mark Menghi, mentre nel maggio 2019 ha fondato la Ellefson Films, casa cinematografica che produce film horror. Nel 2020 la casa ha prodotto il film Dwellers, scritto, diretto ed interpretato dall'attore e musicista Drew Fortier.

## Discografia

### Da solista
- 2019 – Sleeping Giants
- 2020 – No Cover

### Con i Megadeth
- 1985 – Killing Is My Business... And Business Is Good!
- 1986 – Peace Sells... But Who's Buying?
- 1988 – So Far, So Good... So What!
- 1990 – Rust in Peace
- 1992 – Countdown to Extinction
- 1994 – Youthanasia
- 1995 – Hidden Treasures (raccolta)
- 1997 – Cryptic Writings
- 1999 – Risk
- 2000 – Capitol Punishment: The Megadeth Years (raccolta)
- 2001 – The World Needs a Hero
- 2002 – Rude Awakening (live)
- 2010 – Rust in Peace Live (live)
- 2011 – Thirteen
- 2013 – Super Collider
- 2013 – Countdown to Extinction: Live (live)
- 2016 – Dystopia

### Con i Soulfly
- 2004 – Prophecy

### Con gli Avian
- 2005 – From the Depths of Time

### Con gli F5
- 2005 – A Drug for All Seasons
- 2008 – The Reckoning

### Con i Temple of Brutality
- 2006 – Lethal Agenda

### Con i Killing Machine
- 2006 – Metalmorphosis

### Con Necro
- 2007 – Death Rap

### Con Ripper Owens
- 2009 – Play My Game

### Con gli Angels of Babylon
- 2010 – Kingdom of Evil

### Con gli Altitudes & Attitude
- 2014 – Altitudes & Attitude

### Con Jeff Scott Soto
- 2021 – Swords & Tequila (singolo)
- 2022 – Vacation in the Underworld